# Wyścigi szybowcowe

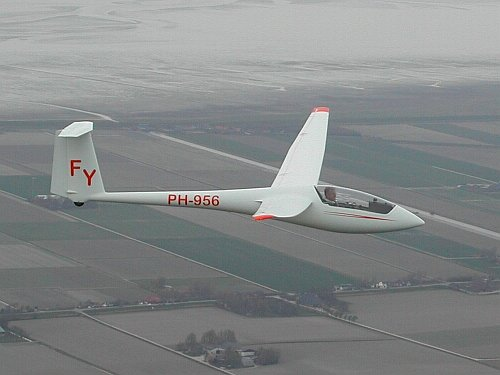
Szybowiec ASW 20 (Alexander Schleicher GmbH & Co) - poprzednia generacja szybowców wyścigowych klasy 15 m

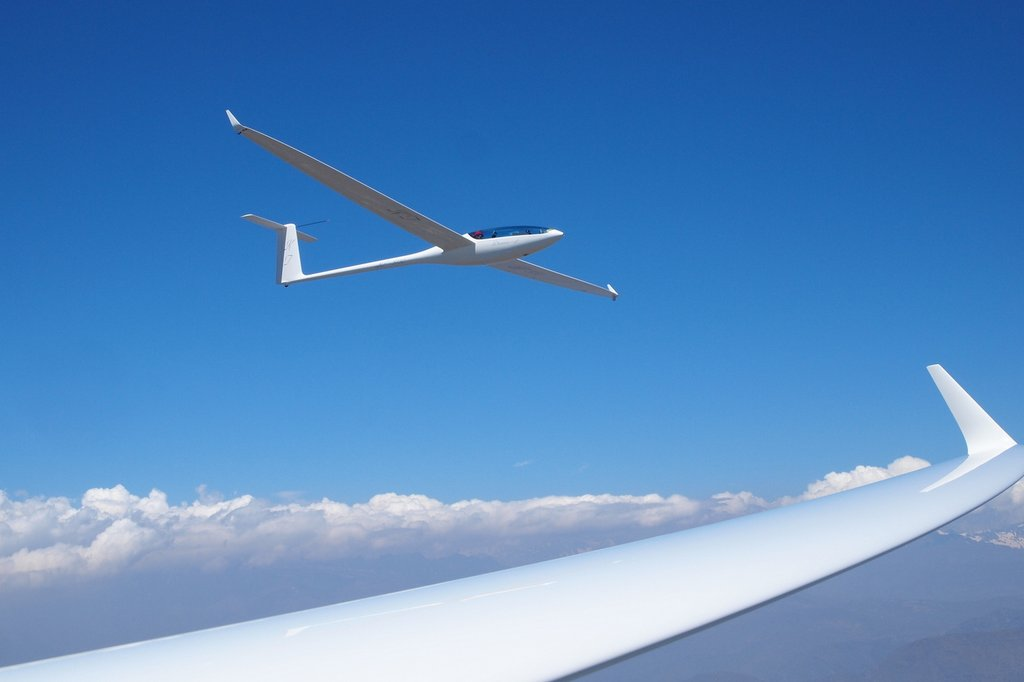
Zawodnicy Thomas Gostner i Sebastian Kawa w trakcie lotu nad Andami, trening przed zawodami Grand Prix 2010, szybowce SZD-56-2 Diana 2

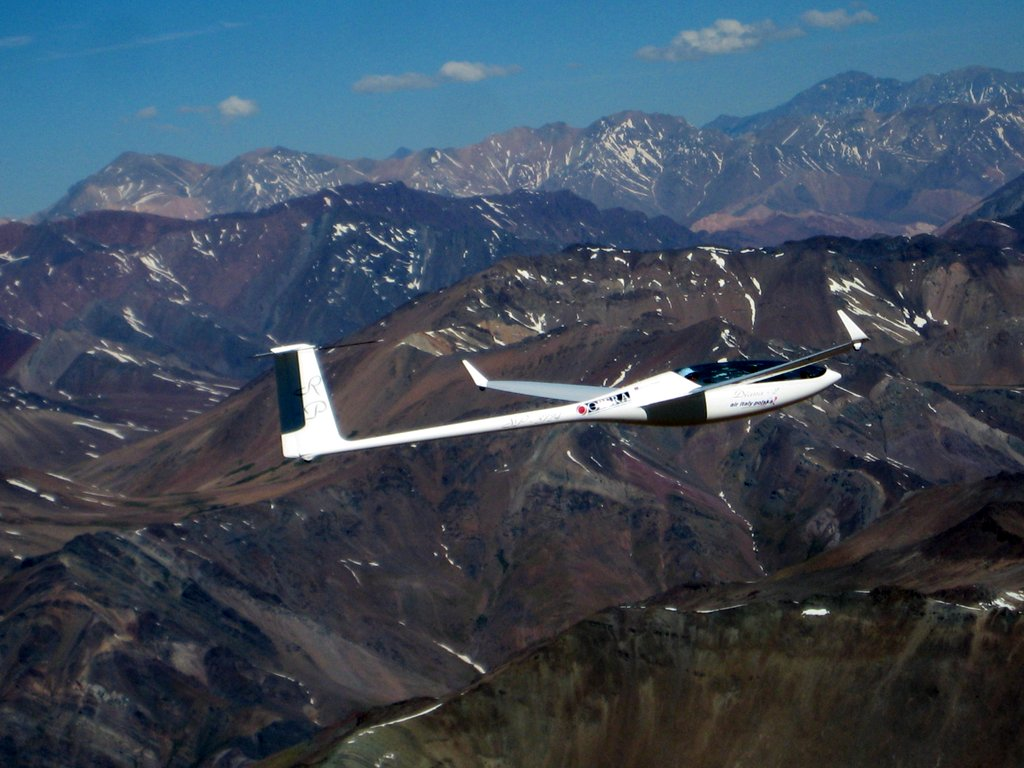
Teren rozgrywek Grand Prix 2010 (Andy), Sebastian Kawa, szybowiec SZD-56-2 Diana 2

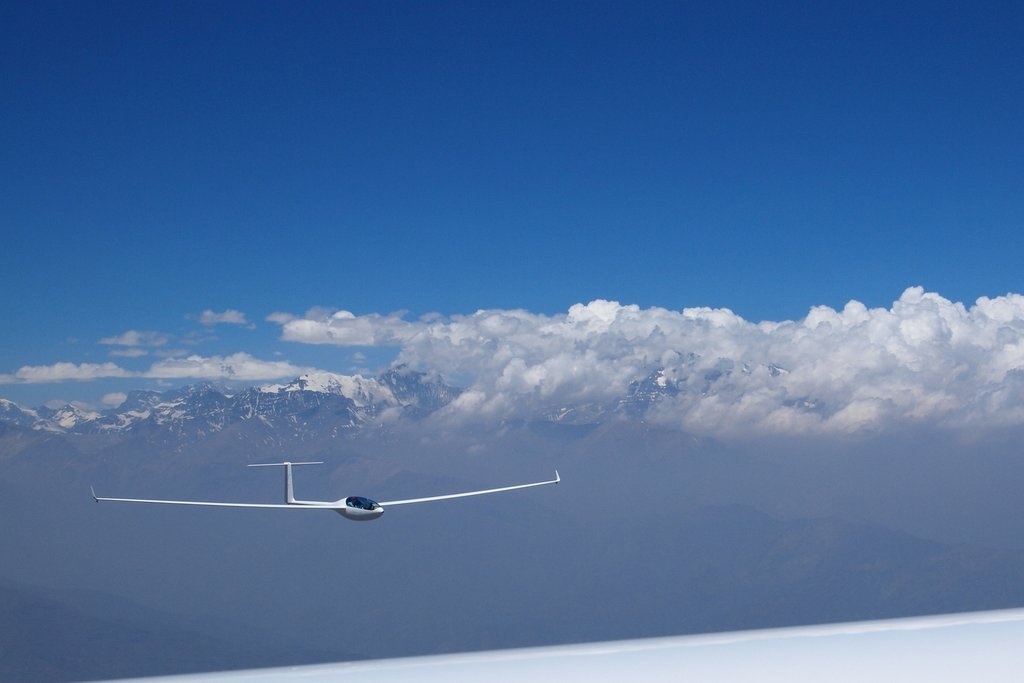
Trening przed Grand Prix 2010 (Andy), SZD-56-2 Diana 2, zdjęcie z szybowca rywala

Wyścigi szybowcowe – dyscyplina szybownictwa, znana także jako zawody Grand Prix; uproszczona forma przelotów szybowcowych, do których zawodnicy wykonują jednoczesny start lotny (jak w regatach żeglarskich).
Wyścigi odbywają się na stosunkowo krótkich trasach rzędu 200–400 km między punktami zwrotnymi, które wyznacza się tak, aby przebieg wyścigu mógł być obrazowany za pomocą przekazów TV, lub symulacji komputerowej tworzonej na podstawie sygnałów radio-telefonicznych z szybowców a w niektórych punktach obserwowany z ziemi, np. przez osoby zgromadzone na lotnisku aeroklubu, lub w punkcie widokowym.
Podczas trwających 7–9 dni zawodów rozgrywa się, w kolejnych dniach, kilka wyścigów. O wyniku decyduje z zasady wyłącznie czas przybycia na metę. W każdym wyścigu punkty otrzymuje dziewięciu pierwszych zawodników – zwycięzca zdobywa 10 punktów, a pozostali – od drugiego do dziewiątego – kolejno od 8 do 1 punktu. O zwycięstwie w zawodach decyduje suma punktów uzyskanych we wszystkich wyścigach.
Od 2005 r. organizowane są mistrzostwa świata w tej dyscyplinie – FAI World Sailplane Grand Prix Final. Bierze w nich udział maksymalnie 20 pilotów wyłanianych podczas dwuletniego cyklu zawodów kwalifikacyjnych. Dla dramaturgii i widowiskowości trzy pierwsze mistrzostwa świata rozgrywano w wysokich górach: Alpach, N.Zelandii, Andach. Ze względów historycznych finał Grand Prix 2011 r. odbył się w Wasserkuppe.

## Geneza
Pierwsze zawody szybowcowe sprowadzały się do lotów na czas, osiągania maksymalnej wysokości lotu oraz wykonywania niezbyt odległych przelotów. Obecne osiągi wyrafinowanych pod względem technicznym szybowców, oraz doskonała znajomość zjawisk atmosferycznych umożliwiających latanie bezsilnikowe, pozwoliły na wykonywanie lotów w których przekroczono dystans 3000 km, uzyskano średnią prędkość ponad 300 km/h, oraz wysokość 16 450 m.
Ze względów organizacyjnych ograniczono więc rozgrywanie zawodów szybowcowych do przelotów prędkościowych, lub odległościowych, w obszarze zamkniętym, na trasach sięgających 400–700 km, czasem nawet 1000 km. Jest jednak wciąż niemożliwa bezpośrednia obserwacja takich lotów.
Dodatkowo, ze względu na dowolność wyboru czasu startu lotnego i rozbieżność tras lotu poszczególnych pilotów niezrozumiałe jest też dla przeciętnego kibica elektroniczne obrazowanie lotów. Istnieje więc potrzeba innej formuły zawodów, która byłaby łatwo dostępna dla publiczności – dlatego od 2005 roku rozgrywane są Mistrzostwa Świata (także) w wyścigach szybowcowych.

## Taktyka
W klasycznych konkurencjach przelotów szybowcowych zawodnicy zdobywają punkty z grubsza proporcjonalnie do osiągniętej średniej prędkości. Dlatego, jeżeli z jakichś powodów zawodnik jest już w zawodach liderem ze sporym zapasem punktów, zawodnik ten może w następnych dniach zawodów utrzymać prowadzenie bez agresywnego latania a jedynie „pilnując z tyłu” swoich najbliższych konkurentów, powtarzając ich manewry i w konsekwencji kończąc następne konkurencje z niewiele gorszym wynikiem, niewiele zmniejszającym jego przewagę.
W wyścigach szybowcowych jednak „niewiele gorszy przelot” może kosztować bardzo dużo punktów (punkty są za kolejność), niewielkie różnice w prędkości dają drastycznie różną liczbę punktów, gdy wiele szybowców finiszuje równocześnie. Zasady te wymuszają bardzo agresywne latanie.
W klasycznych konkurencjach przelotów szybowcowych zawodnik startujący wcześniej niż pozostali pokazuje miejsca noszeń zawodnikom z tyłu, startującym chwilę później. Zawodnicy ci mogą więc go łatwo dogonić (wiedzą gdzie są noszenia, czego pilot szybowca lecący jako pierwszy nie wie z taką pewnością). Ci późniejsi zawodnicy kończąc konkurencję w grupie, jednocześnie z tym który wystartował jako pierwszy, osiągają lepszą średnią prędkość (bo startowali później). Dlatego nieraz żadnemu zawodnikowi nie opłaca się startować jako pierwszemu, co czasem prowadzi do pokonywania trasy przez większość szybowców jednocześnie (ryzyko zderzeń) czy pozorowania startów, a przede wszystkim zmniejsza premię za umiejętność samodzielnego latania (wystarczy, a nawet jest premiowane trzymać się grupy i/lub lecieć w ślad za innym szybowcem). Problem ten w zasadzie znika w wyścigach (John H. Cochrane, op.cit).

## Szybowce
Lokalne zawody w wyścigach są rozgrywane na maszynach różnych (ustalonych dla danych zawodów) klas. Mistrzostwa świata dotąd rozgrywane były w klasie 15 m. W klasie tej istnieje kilka typów szybowców o bardzo zbliżonych parametrach (Ventus 2, Schleicher ASW 27, SZD-56-2 Diana 2, Schleicher ASG 29), ale najwięcej sukcesów odniosła Diana 2. Szybowiec ten jest najnowszą (modernizacja 2005) konstrukcją projektowaną jedynie i specjalnie dla klasy 15 m, pozostałe maszyny są albo starsze, albo projektowane jednocześnie dla klas 15 m i 18 m.

## Wyniki Mistrzostw Świata

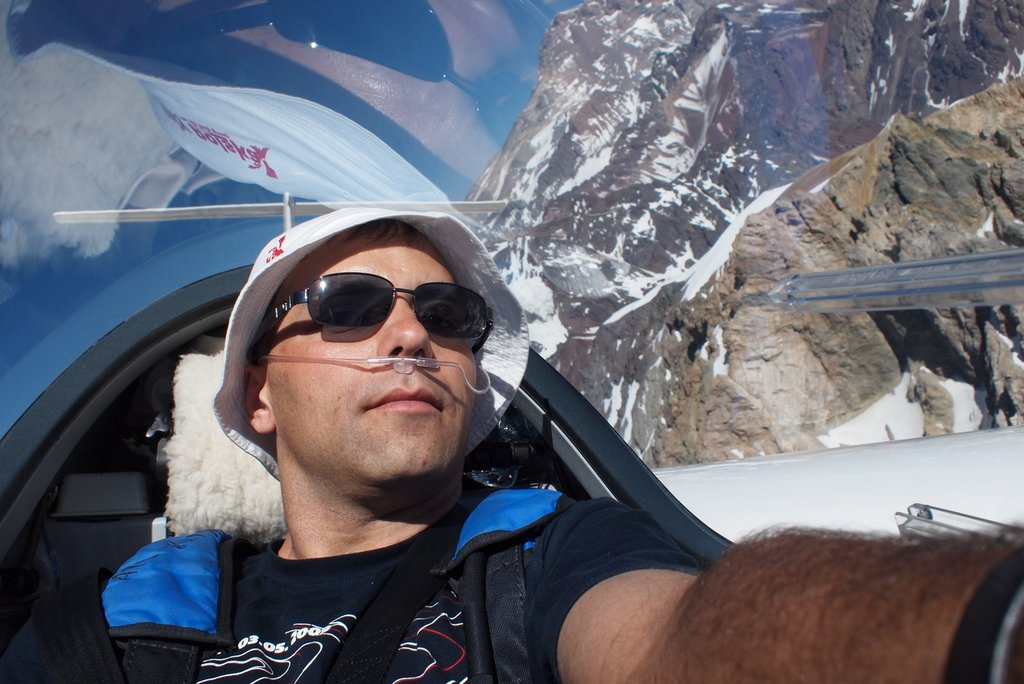
Sebastian Kawa pilotuje szybowiec Diana 2 ponad Aconcagua, przygotowania do zawodów Grand Prix 2010 w Chile, wysokość ok. 7000 m n.p.m.

- 1. Mistrzostwa Świata Grand Prix 2005 w Château-Arnoux-Saint-Auban, Francja
  - Zwycięzca – Sebastian Kawa (Polska), szybowiec SZD-56-2 Diana 2
  - 2. miejsce – Mario Kiessling (Niemcy), szybowiec Ventus 2ax
  - 3. miejsce – Petr Krejcirik (Czechy), szybowiec Glasflugel 304CZ
- 2. Mistrzostwa Świata Grand Prix 2007 w Omarama, Nowa Zelandia[5]
  - Zwycięzca – Sebastian Kawa (Polska), szybowiec SZD-56-2 Diana 2
  - 2. miejsce – Uli Schwenk (Niemcy), szybowiec Ventus 2ax
  - 3. miejsce – Ben Flewett (Nowa Zelandia), szybowiec Schleicher ASW 27
- 3. Mistrzostwa Świata Grand Prix w 2010[k], Santiago, Chile
  - Zwycięzca – Sebastian Kawa (Polska), szybowiec SZD-56-2 Diana 2
  - 2. miejsce – Carlos Rocca Vidal (Chile), szybowiec Ventus 2b
  - 3. miejsce – Mario Kiessling (Niemcy), szybowiec Ventus 2ax
- 4. Mistrzostwa Świata Grand Prix w 2011[l], Wasserkuppe, Niemcy
  - Zwycięzca – Giorgio Galetto (Włochy), szybowiec Ventus 2ax
  - 2. miejsce – Sebastian Nägel (Niemcy), szybowiec Schleicher ASW 27
  - 3. miejsce – Peter Hartmann (Austria), szybowiec Ventus 2
- 5. Mistrzostwa Świata Grand Prix w 2014, Sisteron, Francja[6]
  - Zwycięzca – Didier Hauss (Francja), szybowiec Ventus 2cxa
  - 2. miejsce – Sebastian Kawa (Polska), szybowiec SZD-56-2 Diana 2
  - 3. miejsce – Uli Schwenk (Niemcy), szybowiec Ventus 2cxa
- 6. Mistrzostwa Świata Grand Prix w 2015, Varese, Włochy[7]
  - Zwycięzca – Maximilian Seis (Francja), szybowiec Jonker JS-1
  - 2. miejsce – Christophe Ruch (Francja), szybowiec Jonker JS-1
  - 3. miejsce – Sebastian Kawa (Polska), szybowiec Schleicher ASG 29
- 7. Mistrzostwa Świata Grand Prix w 2016, Potchefstroom, RPA[8]
  - Zwycięzca – Holger Karow (Niemcy), szybowiec Jonker JS-1
  - 2. miejsce – Oscar Goudriaan (RPA), szybowiec Jonker JS-1
  - 3. miejsce – Christophe Abadie (Francja), szybowiec Jonker JS-1
- 8. Mistrzostwa Świata Grand Prix w 2018, Vitacura, Chile[9]
  - Zwycięzca – Sebastian Kawa (Polska), szybowiec Jonker JS-1C EVO
  - 2. miejsce – Sebastian Nägel (Niemcy), szybowiec Ventus 3T
  - 3. miejsce – Mario Kiessling (Niemcy), szybowiec Ventus 3T

Zawody Grand Prix rozgrywane są w cyklu 2 letnim, ale gdy są rozgrywane na półkuli południowej termin zawodów dostosowany jest do szczytu letnich warunków na Antypodach i przypada czasem na początek następnego roku – stąd te przesunięcia dat. Final poprzedzany jest – w ciągu poprzednich 2 lat – eliminacjami.